# Kownaty (powiat przasnyski)
Kownaty – kolonia w Polsce, w województwie mazowieckim, w powiecie przasnyskim, w gminie Czernice Borowe
Kolonia wchodzi w skład sołectwa Dzielin.
Do 31 grudnia 2023 miejscowość była przysiółkiem wsi Dzielin.